# Mischief Makers
Mischief Makers (o Yuke Yuke! Troublemakers en Japón) es un videojuego de plataformas/rompecabezas de scroll lateral en 2D desarrollado por Treasure y distribuido por Enix (en Japón) y Nintendo (en América y Europa) lanzado para Nintendo 64 en 1997. La protagonista del juego es la Cybot-Ultra-Intergaláctica G, Marina Liteyears, que es una criada robótica del despistado profesor Theo. 

## Historia
Mientras se está visitando el planeta Clancer, el Profesor Theo es raptado por 'The Empire' mientras Marina está fuera dando un paseo. Cuando ella se da cuenta del secuestro de Theo ella se pone a buscarlo para rescatarlo.
Marina se prepara para viajar a través de 50 niveles en el Planeta Clancer para encontrar a su maestro. Cada persona, animal u objeto inanimado del planeta tiene una cara simbológica que identifica a toda la especia llamada 'Clancer'. A lo largo del camino, el intento para rescatar de Marina intentará ser impedido por los agentes del imperio.

### Beastector
Un particular e importante segmento de las fuerzas del imperio son los Beastector, un trío altamente habilidoso de animales humanoides bípedos armados con una armadura y armamento. El grupo aparece sobre la mitad del juego, cada vez un miembro atrapará a Marina, y si el jugador ha recolectado suficiente cantidad de las raras Gemas Doradas durante el juego entonces ellos revelarán que antes eran humanos normales transformándose ellos mismo en animales para satisfacer los propósitos del imperio.
- Lunar: Es el primer miembro del equipo en coger a Marina. Lunar es un luchador que lleva un láser que dispara en todo momento. El aspecto de este personaje es como la de un lobo, llevando una roja armadura y pantalones negros. Lunar encuentra a Marina en lo alto de una montaña helada, en donde éste consigue oro, pero es fácilmente derrotable a pesar de sus granadas pistolas y rápidos movimientos. Lunar intentará destruir a Marina utilizando su gran motocicleta, Cerberus α, la cual está tan bien armada como él mismo. En mitad de la batalla, su motocicleta se transforma en un perro robótico enorme. Cuando vuelve a su forma original, durante las escenas cinemáticas del final, Lunar revela que él había sido un roquero de la década de los 80`.
  - Slóganes: "Through fire, justice is served!"

"How could I lose to you!?"
"Heeeere's LUNAR!!"
- Tarus: Es el miembro más grande de Beastector. Tarus lleva una armadura amarilla y tiene el aspecto de un mono. Lucha contra Marina para vengarse por lo que ésta le hizo a Lunar. Su vehículo es el Sasquatch β, un tanque móvil y lento. Durante la lucha, el Sasquatch β se transforma haciéndose más grande, pareciendo una máquina con apariencia de mono, cuyo único ataque es una patada. En las escenas cinemáticas del final, Taurus vuelve a su forma humana, un contento hombre de negocios que grita "This is the real beastector."

- - Eslóganes: "To punish evil forces, I have been charged!"

"You, heheheh, were definately my match Marina."
- Merco: El último miembro de Beastector es el fino, guapo y arrogante Merco. Merco, el cual parece como un pájaro revestido de una armadura azul, dirige el cielo con sus maniobras aéreas y encuentra a Marina en la fortaleza aérea. Su arma elegida es una lanza dorada y se defiende utilizando un escudo. Su vehículo se conoce como Phoenix γ, que es un taladro volador. Se puede transformar en un enorme pájaro, armado con láseres y misiles. En las escenas finales, él se transforma de nuevo en humano, como un joven precioso.

- - Eslogan: "A hero in shining armour is called."

## Reacción
El juego fue inicialmente acogido con buen estusiasmo como uno de los mejores plataformas tradicionales 2D lanzados para cualquier sistema de videojuegos, aunque fue rápidamente superada por otros títulos como Yoshi's Story. Mischief Makers tuvo una gran cantidad de fanáticos y es valorado como una joya de los videojuegos (al igual que tantos otros títulos de la compañía Treasure); sin embargo, obtuvo unas ventas modestas en los Estados Unidos y Europa. Este fue uno de varios títulos creados por la compañía que a pesar de una crítica favorable obtuvieron pocas ventas. Ikaruga (valorado como uno de los mejores videojuegos de disparos) y Wario World sufrieron, en algún momento, una situación similar.

## Objetivos secundarios
Un objetivo del juego tiene que ver con que el jugador aumente su ranking de tiempos superando cada nivel lo más rápido posible. Después de superar el nivel, se obtiene una letra, la cual califica el tiempo tardado. Los jugadores se ordenan según su ranking, siendo la mejor marca la letra "S".
Otro objetivo del juego es que en cada fase hay una "gema" escondida. Estas gemas son usadas en la escena cinemática del final del juego con todas las gemas añadiendo 1-3 segundos al final. Este final añadido agrega el desarrollo de los personajes malvados además de otros personajes.